# Crazy Heart
Crazy Heart (bra: Coração Louco; prt: Crazy Heart) é um filme estadunidense de 2009, dos gêneros musical e drama, escrito e dirigido por Scott Cooper. O filme é baseado em um romance homônimo de 1987, de Thomas Cobb. Jeff Bridges interpreta um cantor de música country que tenta recomeçar sua vida depois de conhecer uma jovem jornalista interpretada por Maggie Gyllenhaal. Outros papéis principais são interpretados por Colin Farrell e Robert Duvall.
O personagem principal, Bad Blake, vivido por Bridges, é baseado em combinação entre Waylon Jennings, Kris Kristofferson e Merle Haggard. O diretor Cooper inicialmente pretendia fazer um filme biográfico sobre Haggard mas alegou que os direitos de sua história de vida eram muito difíceis de obter. O romance no qual o filme foi baseado, na verdade foi inspirado no cantor country Hank Thompson. Bridges ganhou o Oscar de melhor ator e o Globo de Ouro em 2010.
As filmagens ocorreram em 2008 no Novo México (Albuquerque, Galisteo e Santa Fe), em Houston, Texas, e em Los Angeles, Califórnia). A canção tema do filme foi composta por T-Bone Burnett, Stephen Bruton e Ryan Bingham, originalmente gravada por Bingham (No filme quem canta é Jeff Bridges). Os três receberam o Oscar de melhor canção original e o Globo de Ouro em 2010, pela canção "The Weary Kind".
O filme foi orçado em 7 milhões de dólares pela Country Music Television, e foi adquirido originalmente pela Paramount Pictures, para lançamento direto em vídeo, mas depois foi posto nos cinemas pela Twentieth Century Fox. Foi lançado nos Estados Unidos em 16 de dezembro de 2009.

## Desenvolvimento
O The New York Times disse que o romance, escrito por Thomas Cobb, "funciona também como uma crítica sagaz e divertida da música country contemporânea." Cobb baseou o personagem "Bad" Blake na música country feita por Hank Thompson, Ramblin 'Jack Elliott e Donald Barthelme; Cobb estudou com Barthelme na Universidade de Houston em 1980. Quando Cobb lutou entre o uso de "upbeat" e "downbeat", Barthelme sugeriu que Cobb usa-se o "downbeat" no final. O apelido de "Bad" veio de uma frase que veio à mente de Cobb, "Blake" veio de William Blake, e um amigo de escola, e algumas pessoas sabiam que Cobb estava em Tucson, Arizona. O livro, que estava fora de venda desde sua publicação original, tornou-se novamente importante quando o filme foi lançado.
O processo de criação da adaptação para o cinema levou muitos anos, porque o conceito foi adquirido, mas nunca foi produzido em um verdadeiro ajuste até que o diretor Scott Cooper produzir o filme. Cobb disse que o filme iria usar um termo mais otimista, porque Hollywood, muitas vezes prefere ". coisas que são globalmente positivas". Segundo Cobb, não tinha nada a ver com o making of do filme. A filmagem de uma seqüência que descreve o livro original ocorreu;. Cooper queria usar como fim, mas não conseguiu a autoridade final para fazê-lo. Uma seqüência em que Bad Blake visita seu filho em Los Angeles também foi cortada da parte final.

## Enredo
Otis "Bad" Blake (Jeff Bridges) é um cantor de 57 anos com problemas alcoólicos que já foi uma estrela da música country. Tem agora uma vida modesta, cantando e tocando com seu violão em casas noturnas, em bares da cidade, no sudoeste dos Estados Unidos. Tendo um histórico de casamentos fracassados, Bad é um homem sem família. Possui um filho de 28 anos, com quem não teve contato em 24 anos. Está na estrada do espectáculo, ficando em hotéis baratos e viajando em seu carro velho sozinho. O filme se abre com a chegada de uma pista de boliche para um show.
Jean Craddock (Maggie Gyllenhaal) é uma jovem jornalista, divorciada e com um filho de quatro anos de idade, Buddy (Jack Nation). Ela entrevista Bad, e os dois entram numa relação. Jean e seu filho se tornam um catalisador para recomeçar sua vida de volta nos trilhos. Ao fazer isso, ele se deixa ser empurrado para renovar um relacionamento profissional com Tommy Sweet (Colin Farrell), um astro da música popular e bem sucedido, e é o ato de abertura em um dos shows de Tommy. Bad pede a Tommy para gravar um álbum com ele, mas Tommy diz que sua gravadora insiste em mais um par de álbuns solo antes de um dueto ser gravado. Ao invés disso, sugere que se concentre em escrever músicas novas que Tommy possa gravar solo, contando que Blake escreve músicas melhor do que ninguém.
Bad fica fora de controle, e dirige para fora da estrada. No hospital, o médico lhe informa que, embora ele só sofreu uma lesão no tornozelo desde o acidente, ele está lentamente se matando e deve parar de beber e de fumar e perder 25 quilos. Seu mau relacionamento com Jean faz ele começar a repensar sobre sua vida. Chama seu filho para fazer as pazes, só dizer-lhe que sua mãe, a ex-esposa de Blake, morreu, e desliga na cara dele. Depois de uma situação ruim quando perde momentaneamente Buddy em um shopping center enquanto bebia em um bar, Jean rompe com ele.
Depois de perder Jean e seu filho, que estavam se tornando sua família, Bad foi ao Alcoólicos Anônimos através de Wayne (Robert Duvall), seu velho amigo, e fica sóbrio. Se limpou no ato, tenta se reunir com Jean, mas ela o diz que a melhor coisa que pode fazer por ela e Buddy é deixá-los sozinhos. Depois de perder Jean, Bad termina de escrever uma canção que pensa ser a melhor de sempre "The Weary Kind", e vende-a para Tommy.
Dezesseis meses depois, Bad encontra Jean, que pede para ele ir em um estacionamento de um dos shows de Tommy. O público vê Bad nos bastidores, assistindo Tommy cantar "The Weary Kind" para a platéia enquanto seu gerente apresenta outra das grandes cheques de royalties para a canção. Como Bad deixou Jean esperando, ela veio para o show como escritora para uma publicação da música de grande porte. Como se recuperar, Bad vê um anel de diamante no dedo de Jean e diz que ela merece um homem bom. Oferece a ele o cheque de royalties para Buddy ter para seu aniversário de 18 anos, mas Jean recusa. O filme termina com uma visão de longo tempo em que Jean entrevista Bad para uma história numa mesa de piquenique à beira do estacionamento. Em meio à paisagem cênica do sudoeste, ao som da música, Tommy está vindo do show nas proximidades.

## Elenco
| Ator              | Papel            |
| ----------------- | ---------------- |
| Jeff Bridges      | Otis "Bad" Blake |
| Robert Duvall     | Wayne Kramer     |
| Colin Farrell     | Tommy Sweet      |
| Maggie Gyllenhaal | Jean Kraddock    |
| Beth Grant        | JoAnne           |
| Annie Corley      | Donna            |
| Tom Bower         | Bill Wilson      |
| Jack Nation       | Buddy            |

## Recepção
O site Rotten Tomatoes relata que 91% dos críticos deram ao filme uma análise positiva com base em 191 avaliações, com uma pontuação média de 7.4/10.
Os críticos elogiaram principalmente o desempenho de Jeff Bridges como Bad Blake, com muitos aplausos elevando o filme acima de sua história aparentemente convencional e ritmo lânguido. Tom Long do Detroit News escreveu: "É um pouco fácil demais, um pouco familiar, e talvez até um pouco divertido demais". Mas as façanhas mágicas de Bridges trazem a tela um olhar que cativa". Linda Barnard do Toronto Star afirmou que "alguma boa vontade se acende no carretel final, quando umas terminações conduzem a uma escolha que não é o melhor para o filme, mas a generosidade do desempenho de Bridges nos coloca em um estado de espírito de perdão".

## Trilha-sonora
O álbum intitulado Crazy Heart: Original Motion Picture Soundtrack foi lançado em 2009 como trilha-sonora para o filme. Apresenta 23 faixas com canções escritas por Burnett, Bruton, e Ryan Bingham, mas também algumas de John Goodwin, Bob Neuwirth, Sam Hopkins, Gary Nicholson, Townes Van Zandt, Sam Philips, Greg Brown, Billy Joe Shaver, e Shaver Eddy.
As músicas são executadas por vários artistas, incluindo os atores Bridges, Farrell e Duvall, assim como os cantores como Ryan Bingham (que canta a música-tema "The Weary Kind"), Buck Owens, The Louvin Brothers, Lightnin 'Hopkins, Waylon Jennings, Townes Van Zandt e Sam Philips.

## Lançamento em DVD
O filme foi lançado em 20 de abril de 2010, em DVD e Blu-Ray. As características especiais do DVD Single Disc incluiu seis cenas deletadas, enquanto o Blu-Ray de 2 discos contém oito cenas deletadas (incluindo uma em que Bad se reúne com seu filho), mais dois cortes de música alternativa e um pequeno documentário em que as estrelas discutem o que as trouxe para o filme.

## Prêmios e indicações
Oscar
- 2010  Melhor Ator (para Jeff Bridges)  Vencedor
- 2010  Melhor Atriz Coadjuvante (para Maggie Gyllenhaal)  Indicado
- 2010  Melhor Canção Original "Weary Kind" (Ryan Bingham; T-Bone Burnett)   Vencedor

Globo de Ouro
2010  Melhor Ator (para Jeff Bridges)  Vencedor
2010  Melhor Canção Original "Weary Kind" (Ryan Bingham; T-Bone Burnett)   Vencedor
SAG Awards
2010 Melhor Ator (para Jeff Bridges)  Vencedor